# Sádaba
Sádaba – gmina w Hiszpanii, w prowincji Saragossa, w Aragonii, o powierzchni 129,55 km². W 2011 roku gmina liczyła 1577 mieszkańców.